# Juan Luis Lorda
Juan Luis Lorda (ur. 24 stycznia 1955 w Pampeluna) – hiszpański ksiądz z Prałatury Opus Dei, teolog, profesor Uniwersytetu Nawarry, autor wielu książek.
Ukończył studia inżynierskie (1977). Święcenia kapłańskie przyjął w 1983 r. obroniwszy przedtem doktorat z teologii (1982). Od 1983 r. wykłada teologię dogmatyczną i antropologię chrześcijańską na Wydziale Teologicznym Uniwersytetu Nawarry.

## Książki
- Być chrześcijaninem. Wyd. Św. Wojciecha, Poznań. Pierwsze wydanie: 1998
- Moralność: sztuka życia. Wyd. Fronda.
- Humanizm. Dobra niewidzialne. Wyd. Fabri, 2010
- Łaska Boża. Wydawnictwo KUL, Lublin 2012[1]

Autor był kilka razy w Polsce, m.in. w 2012 jako specjalny gość na Targach Książki Katolickiej.